# روشن ست
روشن ست (انگلیسی: Roshan Seth؛ زادهٔ ۲ آوریل ۱۹۴۲) یک هنرپیشه اهل هند است. وی از سال ۱۹۶۴ میلادی تاکنون مشغول فعالیت بوده‌است.

## فیلمشناسی
از فیلم‌ها یا برنامه‌های تلویزیونی که وی در آن نقش داشته‌است می‌توان به ایندیانا جونز و معبد مرگ، گاندی، خداوند زوج‌ها را می‌سازد، بدون دخترم هرگز، محدودیت عمودی، کدام آنی به آن‌ها می‌دهد، گورو، گذرگاهی به هند (۱۹۸۴) و نیروی عظیم اشاره کرد.